# Electrolux addisoni
Electrolux addisoni är en rockeart som beskrevs av Compagno och Phillip C. Heemstra 2007. Electrolux addisoni ingår i släktet Electrolux och familjen Narkidae. IUCN kategoriserar arten globalt som akut hotad. Inga underarter finns listade i Catalogue of Life.